# Liste des anciennes communes de l'Aube
Cette page a pour objectif de retracer toutes les modifications communales dans le département de  l'Aube : les anciennes communes qui ont existé depuis la Révolution française, ainsi que les créations, les modifications officielles de nom, ainsi que les échanges de territoires entre communes.
Dans le département, le tissu communal est resté particulièrement stable depuis plus de 200 ans.
De 452 communes en 1800, le nombre était encore de 441 en 1970.
Il est vrai qu'une cinquantaine d'entre elles, trop petites, ont été poussées à se regrouper avant même l'année 1800, n'ayant ainsi connu qu'une existence éphémère. Depuis lors, les regroupements entre communes n'ont été que ponctuels. Un petit frémissement de regroupements a pu être observé à la suite de la loi Marcellin dans les années 1970, tandis que le statut de commune nouvelle de 2010 n'a pas réussi à redonner un véritable élan dans le mouvement de ces regroupements. Aujourd'hui le département compte 431 communes (au 1er janvier 2025).

## Fusions
| Nom de la nouvelle commune | Communes réunies                             | Régime                                                 | Date (et nature) de la décision           | Date d'effet                              |
| -------------------------- | -------------------------------------------- | ------------------------------------------------------ | ----------------------------------------- | ----------------------------------------- |
| Aix-Villemaur-Pâlis        | Aix-en-Othe                                  | commune nouvelle (avec communes déléguées)             | 15 décembre 2015 (Arrêté)                 | 1er janvier 2016                          |
| Aix-Villemaur-Pâlis        | Pâlis                                        | commune nouvelle (avec communes déléguées)             | 15 décembre 2015 (Arrêté)                 | 1er janvier 2016                          |
| Aix-Villemaur-Pâlis        | Villemaur-sur-Vanne                          | commune nouvelle (avec communes déléguées)             | 15 décembre 2015 (Arrêté)                 | 1er janvier 2016                          |
| Ramerupt                   | Ramerupt                                     | fusion simple                                          | 27 juin 1973 (Arrêté)                     | 1er juillet 1973                          |
| Ramerupt                   | Romaines                                     | fusion simple                                          | 27 juin 1973 (Arrêté)                     | 1er juillet 1973                          |
| Bragelogne-Beauvoir        | Bragelogne                                   | fusion association                                     | 9 avril 1973 (Arrêté)                     | 1er mai 1973                              |
| Bragelogne-Beauvoir        | Beauvoir-sur-Sarce                           | fusion association                                     | 9 avril 1973 (Arrêté)                     | 1er mai 1973                              |
| Charmont-sous-Barbuise     | Charmont-sous-Barbuise                       | fusion association (fusion simple depuis le 1-10-1977) | 27 décembre 1972 (Arrêté)                 | 1er janvier 1973                          |
| Charmont-sous-Barbuise     | Fontaine-Luyères                             | fusion association (fusion simple depuis le 1-10-1977) | 27 décembre 1972 (Arrêté)                 | 1er janvier 1973                          |
| Trouans                    | Trouan-le-Petit                              | fusion simple                                          | 12 décembre 1972 (Arrêté)                 | 1er janvier 1973                          |
| Trouans                    | Trouan-le-Grand                              | fusion simple                                          | 12 décembre 1972 (Arrêté)                 | 1er janvier 1973                          |
| Val-d'Orvin                | Bourdenay (commune rétablie en 1999)         | fusion association (dissoute en 1999)                  | 8 décembre 1972 (Arrêté)                  | 1er janvier 1973                          |
| Val-d'Orvin                | Bercenay-le-Hayer (commune rétablie en 1999) | fusion association (dissoute en 1999)                  | 8 décembre 1972 (Arrêté)                  | 1er janvier 1973                          |
| Val-d'Orvin                | Trancault (commune rétablie en 1999)         | fusion association (dissoute en 1999)                  | 8 décembre 1972 (Arrêté)                  | 1er janvier 1973                          |
| Rhèges-Bessy               | Rhèges (commune rétablie en 1990)            | fusion association (dissoute en 1990)                  | 6 décembre 1972 (Arrêté)                  | 1er janvier 1973                          |
| Rhèges-Bessy               | Bessy (commune rétablie en 1990)             | fusion association (dissoute en 1990)                  | 6 décembre 1972 (Arrêté)                  | 1er janvier 1973                          |
| Ferreux-Quincey            | Ferreux                                      | fusion association                                     | 21 novembre 1972 (Arrêté)                 | 1er janvier 1973                          |
| Ferreux-Quincey            | Quincey                                      | fusion association                                     | 21 novembre 1972 (Arrêté)                 | 1er janvier 1973                          |
| Plancy-l'Abbaye            | Plancy-l'Abbaye                              | fusion simple                                          | 9 juin 1972 (Arrêté)                      | 1er juillet 1972                          |
| Plancy-l'Abbaye            | Viâpres-le-Grand                             | fusion simple                                          | 9 juin 1972 (Arrêté)                      | 1er juillet 1972                          |
| Val-d'Auzon                | Auzon-les-Marais                             | fusion simple                                          | 20 avril 1972 (Arrêté)                    | 1er mai 1972                              |
| Val-d'Auzon                | Montangon                                    | fusion simple                                          | 20 avril 1972 (Arrêté)                    | 1er mai 1972                              |
| Val-d'Auzon                | Villehardouin                                | fusion simple                                          | 20 avril 1972 (Arrêté)                    | 1er mai 1972                              |
| Plancy-l'Abbaye            | Plancy                                       | fusion                                                 | 15 novembre 1969 (Arrêté)                 | 1er janvier 1970                          |
| Plancy-l'Abbaye            | L'Abbaye-sous-Plancy                         | fusion                                                 | 15 novembre 1969 (Arrêté)                 | 1er janvier 1970                          |
| La Louptière-Thénard       | La Louptière-Thénard                         | fusion                                                 | 3 octobre 1969 (Arrêté)                   | 1er janvier 1970                          |
| La Louptière-Thénard       | Plessis-Gatebled                             | fusion                                                 | 3 octobre 1969 (Arrêté)                   | 1er janvier 1970                          |
| Chavanges                  | Chavanges                                    | fusion                                                 | 5 juin 1965 (Arrêté)                      | 10 juin 1965                              |
| Chavanges                  | Chassericourt                                | fusion                                                 | 5 juin 1965 (Arrêté)                      | 10 juin 1965                              |
| Isle-Aubigny               | Isle-sous-Ramerupt                           | fusion                                                 | 3 juin 1965 (Arrêté)                      | 15 juin 1965                              |
| Isle-Aubigny               | Aubigny                                      | fusion                                                 | 3 juin 1965 (Arrêté)                      | 15 juin 1965                              |
| Saint-Jean-de-Bonneval     | Saint-Jean-de-Bonneval                       | fusion                                                 | 15 juin 1908 (Décret)                     | 15 juin 1908 (Décret)                     |
| Saint-Jean-de-Bonneval     | Prunay-Saint-Jean                            | fusion                                                 | 15 juin 1908 (Décret)                     | 15 juin 1908 (Décret)                     |
| Troyes                     | Troyes                                       | fusion                                                 | 10 juillet 1856 (Loi)                     | 10 juillet 1856 (Loi)                     |
| Troyes                     | Saint-Martin-ès-Vignes                       | fusion                                                 | 10 juillet 1856 (Loi)                     | 10 juillet 1856 (Loi)                     |
| Saint-Benoist-sur-Vanne    | Saint-Benoist-sur-Vanne                      | fusion                                                 | 14 juin 1854 (Loi)                        | 14 juin 1854 (Loi)                        |
| Saint-Benoist-sur-Vanne    | Courmononcle                                 | fusion                                                 | 14 juin 1854 (Loi)                        | 14 juin 1854 (Loi)                        |
| Saint-Aubin                | Saint-Aubin                                  | fusion                                                 | 8 mars 1832 (Ordonnance)                  | 8 mars 1832 (Ordonnance)                  |
| Saint-Aubin                | La Chapelle-Godefroix                        | fusion                                                 | 8 mars 1832 (Ordonnance)                  | 8 mars 1832 (Ordonnance)                  |
| Trancault                  | Trancault                                    | fusion                                                 | 8 mars 1832 (Ordonnance)                  | 8 mars 1832 (Ordonnance)                  |
| Trancault                  | Charmesseaux                                 | fusion                                                 | 8 mars 1832 (Ordonnance)                  | 8 mars 1832 (Ordonnance)                  |
| Trancault                  | La Villeneuve-aux-Riches-Hommes              | fusion                                                 | 8 mars 1832 (Ordonnance)                  | 8 mars 1832 (Ordonnance)                  |
| Amance                     | Amance                                       | fusion                                                 | 28 décembre 1825 (Ordonnance)             | 28 décembre 1825 (Ordonnance)             |
| Amance                     | La Ville-aux-Bois-lès-Vendeuvre              | fusion                                                 | 28 décembre 1825 (Ordonnance)             | 28 décembre 1825 (Ordonnance)             |
| Chauffour-lès-Bailly       | Chauffour                                    | fusion                                                 | 5 août 1804 (Décret) (17 thermidor an 12) | 5 août 1804 (Décret) (17 thermidor an 12) |
| Chauffour-lès-Bailly       | Bailly                                       | fusion                                                 | 5 août 1804 (Décret) (17 thermidor an 12) | 5 août 1804 (Décret) (17 thermidor an 12) |
| Ville-sous-la-Ferté        | Ville-sous-la-Ferté                          | fusion                                                 | 1797                                      | 1797                                      |
| Ville-sous-la-Ferté        | Clairvaux                                    | fusion                                                 | 1797                                      | 1797                                      |
| Les Bordes                 | Les Bordes                                   | fusion                                                 | 1795-1796                                 | 1795-1796                                 |
| Les Bordes                 | Bray                                         | fusion                                                 | 1795-1796                                 | 1795-1796                                 |
| Les Bordes                 | Virloup (une partie)                         | fusion                                                 | 1795-1796                                 | 1795-1796                                 |
| Isle-Aumont                | Isle-Aumont                                  | fusion                                                 | 1795-1796                                 | 1795-1796                                 |
| Isle-Aumont                | Virloup (une partie)                         | fusion                                                 | 1795-1796                                 | 1795-1796                                 |
| Bréviandes                 | Bréviande-Saint-Léger                        | fusion                                                 | 1795-1796                                 | 1795-1796                                 |
| Bréviandes                 | Bréviande-Sancey                             | fusion                                                 | 1795-1796                                 | 1795-1796                                 |
| Bréviandes                 | Villepart                                    | fusion                                                 | 1795-1796                                 | 1795-1796                                 |
| Buchères                   | Buchères                                     | fusion                                                 | 1795-1796                                 | 1795-1796                                 |
| Buchères                   | Courgerennes                                 | fusion                                                 | 1795-1796                                 | 1795-1796                                 |
| Creney                     | Creney                                       | fusion                                                 | 1795-1796                                 | 1795-1796                                 |
| Creney                     | Argentolle                                   | fusion                                                 | 1795-1796                                 | 1795-1796                                 |
| Dosches                    | Dosches                                      | fusion                                                 | 1795-1796                                 | 1795-1796                                 |
| Dosches                    | Rosson                                       | fusion                                                 | 1795-1796                                 | 1795-1796                                 |
| Lusigny                    | Lusigny                                      | fusion                                                 | 1795-1796                                 | 1795-1796                                 |
| Lusigny                    | Beaumont-Larrivour                           | fusion                                                 | 1795-1796                                 | 1795-1796                                 |
| Macey                      | Macey                                        | fusion                                                 | 1795-1796                                 | 1795-1796                                 |
| Macey                      | Mesnil-Vallon                                | fusion                                                 | 1795-1796                                 | 1795-1796                                 |
| Montaulin                  | Montaulin                                    | fusion                                                 | 1795-1796                                 | 1795-1796                                 |
| Montaulin                  | Daudes                                       | fusion                                                 | 1795-1796                                 | 1795-1796                                 |
| Montaulin                  | Montabert                                    | fusion                                                 | 1795-1796                                 | 1795-1796                                 |
| Moussey                    | Moussey                                      | fusion                                                 | 1795-1796                                 | 1795-1796                                 |
| Moussey                    | Savoye                                       | fusion                                                 | 1795-1796                                 | 1795-1796                                 |
| Piney                      | Piney                                        | fusion                                                 | 1795-1796,                                | 1795-1796,                                |
| Piney                      | Brantigny                                    | fusion                                                 | 1795-1796,                                | 1795-1796,                                |
| Piney                      | Rachizy                                      | fusion                                                 | 1795-1796,                                | 1795-1796,                                |
| Piney                      | Villevoque                                   | fusion                                                 | 1795-1796,                                | 1795-1796,                                |
| Piney                      | Villiers-le-Brûlé                            | fusion                                                 | 1795-1796,                                | 1795-1796,                                |
| Prunay-le-Sec              | Prunay-le-Sec                                | fusion                                                 | 1795-1796                                 | 1795-1796                                 |
| Prunay-le-Sec              | Belleville                                   | fusion                                                 | 1795-1796                                 | 1795-1796                                 |
| Rosières                   | Rosières                                     | fusion                                                 | 1795-1796                                 | 1795-1796                                 |
| Rosières                   | Viélaines                                    | fusion                                                 | 1795-1796                                 | 1795-1796                                 |
| Rouilly-Sacey              | Rouilly-en-Champagne                         | fusion                                                 | 1795-1796                                 | 1795-1796                                 |
| Rouilly-Sacey              | Sacey                                        | fusion                                                 | 1795-1796                                 | 1795-1796                                 |
| Rouilly-Saint-Loup         | Rouilly-Saint-Loup                           | fusion                                                 | 1795-1796                                 | 1795-1796                                 |
| Rouilly-Saint-Loup         | Menois                                       | fusion                                                 | 1795-1796                                 | 1795-1796                                 |
| Rouilly-Saint-Loup         | Rouillerot                                   | fusion                                                 | 1795-1796                                 | 1795-1796                                 |
| Saint-André                | Saint-André                                  | fusion                                                 | 1795-1796                                 | 1795-1796                                 |
| Saint-André                | Échenilly                                    | fusion                                                 | 1795-1796                                 | 1795-1796                                 |
| Saint-Germain              | Saint-Germain                                | fusion                                                 | 1795-1796                                 | 1795-1796                                 |
| Saint-Germain              | Chevillèles                                  | fusion                                                 | 1795-1796                                 | 1795-1796                                 |
| Saint-Léger-près-Troyes    | Saint-Léger-près-Troyes                      | fusion                                                 | 1795-1796                                 | 1795-1796                                 |
| Saint-Léger-près-Troyes    | Cervey                                       | fusion                                                 | 1795-1796                                 | 1795-1796                                 |
| Saint-Lyé                  | Saint-Lyé                                    | fusion                                                 | 1795-1796                                 | 1795-1796                                 |
| Saint-Lyé                  | Barberey-aux-Moines                          | fusion                                                 | 1795-1796                                 | 1795-1796                                 |
| Saint-Lyé                  | Riancey                                      | fusion                                                 | 1795-1796                                 | 1795-1796                                 |
| Sainte-Maure               | Sainte-Maure                                 | fusion                                                 | 1795-1796                                 | 1795-1796                                 |
| Sainte-Maure               | Culoison                                     | fusion                                                 | 1795-1796                                 | 1795-1796                                 |
| Sainte-Maure               | Vanne                                        | fusion                                                 | 1795-1796                                 | 1795-1796                                 |
| Troyes                     | Troyes                                       | fusion                                                 | 1795-1796                                 | 1795-1796                                 |
| Troyes                     | Croncels-Saint-Gilles                        | fusion                                                 | 1795-1796                                 | 1795-1796                                 |
| Verrières                  | Verrières                                    | fusion                                                 | 1795-1796                                 | 1795-1796                                 |
| Verrières                  | Saint-Aventin-lès-Verrières                  | fusion                                                 | 1795-1796                                 | 1795-1796                                 |
| Verrières                  | Saint-Martin-les-Daudes                      | fusion                                                 | 1795-1796                                 | 1795-1796                                 |
| Villechétif                | Villechétif                                  | fusion                                                 | 1795-1796                                 | 1795-1796                                 |
| Villechétif                | Belley                                       | fusion                                                 | 1795-1796                                 | 1795-1796                                 |
| Villemereuil               | Villemereuil                                 | fusion                                                 | 1795-1796                                 | 1795-1796                                 |
| Villemereuil               | Biernes                                      | fusion                                                 | 1795-1796                                 | 1795-1796                                 |
| Arrentières                | Arrentières                                  | fusion                                                 | 1790-1794                                 | 1790-1794                                 |
| Arrentières                | Vermonfays                                   | fusion                                                 | 1790-1794                                 | 1790-1794                                 |
| Avirey-Lingey              | Avirey-le-Bois                               | fusion                                                 | 1790-1794                                 | 1790-1794                                 |
| Avirey-Lingey              | Lingey                                       | fusion                                                 | 1790-1794                                 | 1790-1794                                 |
| Bar-sur-Seine              | Bar-sur-Seine                                | fusion                                                 | 1790-1794                                 | 1790-1794                                 |
| Bar-sur-Seine              | Avalleur                                     | fusion                                                 | 1790-1794                                 | 1790-1794                                 |
| Bar-sur-Seine              | La Borde                                     | fusion                                                 | 1790-1794                                 | 1790-1794                                 |
| Bar-sur-Seine              | Villeneuve                                   | fusion                                                 | 1790-1794                                 | 1790-1794                                 |
| Celles-sur-Ource           | Celles-sur-Ource                             | fusion                                                 | 1790-1794                                 | 1790-1794                                 |
| Celles-sur-Ource           | Mores                                        | fusion                                                 | 1790-1794                                 | 1790-1794                                 |
| Les Loges-Margueron        | Les Loges-Margueron                          | fusion                                                 | 1790-1794                                 | 1790-1794                                 |
| Les Loges-Margueron        | Palluau                                      | fusion                                                 | 1790-1794                                 | 1790-1794                                 |
| Maraye-en-Othe             | Maraye-en-Othe                               | fusion                                                 | 1790-1794                                 | 1790-1794                                 |
| Maraye-en-Othe             | La Perrière                                  | fusion                                                 | 1790-1794                                 | 1790-1794                                 |
| Mathaux                    | Mathaux                                      | fusion                                                 | 1790-1794                                 | 1790-1794                                 |
| Mathaux                    | L'Étape                                      | fusion                                                 | 1790-1794                                 | 1790-1794                                 |
| Poivres                    | Poivres                                      | fusion                                                 | 1790-1794                                 | 1790-1794                                 |
| Poivres                    | Sainte-Suzanne                               | fusion                                                 | 1790-1794                                 | 1790-1794                                 |
| Pont-Sainte-Marie          | Pont-Sainte-Marie                            | fusion                                                 | 1790-1794                                 | 1790-1794                                 |
| Pont-Sainte-Marie          | Pont-Hubert                                  | fusion                                                 | 1790-1794                                 | 1790-1794                                 |
| Puits-et-Nuisement         | Le Puits                                     | fusion                                                 | 1790-1794                                 | 1790-1794                                 |
| Puits-et-Nuisement         | Nuisement                                    | fusion                                                 | 1790-1794                                 | 1790-1794                                 |
| Les Riceys                 | Ricey-Hauterive                              | fusion                                                 | 1790-1794                                 | 1790-1794                                 |
| Les Riceys                 | Ricey-le-Bas                                 | fusion                                                 | 1790-1794                                 | 1790-1794                                 |
| Les Riceys                 | Ricey-le-Haut                                | fusion                                                 | 1790-1794                                 | 1790-1794                                 |
| Rilly-Sainte-Syre          | Rilly                                        | fusion                                                 | 1790-1794                                 | 1790-1794                                 |
| Rilly-Sainte-Syre          | Sainte-Syre                                  | fusion                                                 | 1790-1794                                 | 1790-1794                                 |
| Vendeuvre                  | Vendeuvre                                    | fusion                                                 | 1790-1794                                 | 1790-1794                                 |
| Vendeuvre                  | Val-Suzenay                                  | fusion                                                 | 1790-1794                                 | 1790-1794                                 |
| Barbuise                   | Barbuise                                     | fusion                                                 | 1790                                      | 1790                                      |
| Barbuise                   | Courtavant                                   | fusion                                                 | 1790                                      | 1790                                      |

## Créations
| Nouvelle commune  | Commune affectée | Mode de création                             | Date (et nature) de la décision                     | Date d'effet      |
| ----------------- | ---------------- | -------------------------------------------- | --------------------------------------------------- | ----------------- |
| Bercenay-le-Hayer | Val-d'Orvin      | Démembrement et suppression (rétablissement) | 19 novembre 1999 (Arrêté)                           | 1er janvier 2000  |
| Bourdenay         | Val-d'Orvin      | Démembrement et suppression (rétablissement) | 19 novembre 1999 (Arrêté)                           | 1er janvier 2000  |
| Trancault         | Val-d'Orvin      | Démembrement et suppression (rétablissement) | 19 novembre 1999 (Arrêté)                           | 1er janvier 2000  |
| Bessy             | Rhèges-Bessy     | Démembrement et suppression (rétablissement) | 28 septembre 1989 (Arrêté) 31 octobre 1989 (Arrêté) | 1er janvier 1990  |
| Rhèges            | Rhèges-Bessy     | Démembrement et suppression (rétablissement) | 28 septembre 1989 (Arrêté) 31 octobre 1989 (Arrêté) | 1er janvier 1990  |
| Eaux-Puiseaux     | Auxon            | Démembrement                                 | 22 mai 1849 (Loi)                                   | 22 mai 1849 (Loi) |

## Modifications de nom officiel
| Ancien nom               | Nouveau nom                  | Date (et nature) de la décision |
| ------------------------ | ---------------------------- | ------------------------------- |
| La Ville-aux-Bois        | Ville-aux-Bois               | 8 janvier 2025 (Décret)         |
| Noë-les-Mallets          | Noé-les-Mallets              | 22 mars 2011 (Décret)           |
| Neuville-sur-Vannes      | Neuville-sur-Vanne           | 3 octobre 2008 (Décret)         |
| Longeville               | Longeville-sur-Mogne         | 27 septembre 1977 (Décret)      |
| Barberey                 | Barberey-Saint-Sulpice       | 23 avril 1976 (Décret)          |
| Rosnay                   | Rosnay-l'Hôpital             | 2 janvier 1957 (Décret)         |
| Ville-aux-Bois           | La Ville-aux-Bois            | 2 janvier 1957 (Décret)         |
| Villenauxe               | Villenauxe-la-Grande         | 2 janvier 1957 (Décret)         |
| Pars                     | Pars-lès-Romilly             | 6 mai 1955 (Décret)             |
| Saint-Étienne            | Saint-Étienne-sous-Barbuise  | 21 avril 1938 (Décret)          |
| Saint-Nabord             | Saint-Nabord-sur-Aube        | 17 juillet 1923 (Décret)        |
| Pouan                    | Pouan-les-Vallées            | 31 octobre 1922 (Décret)        |
| Chessy                   | Chessy-les-Prés              | 6 décembre 1920 (Décret)        |
| Crespy                   | Crespy-le-Neuf               | 6 décembre 1920 (Décret)        |
| Villemoiron              | Villemoiron-en-Othe          | 6 décembre 1920 (Décret)        |
| Marnay                   | Marnay-sur-Seine             | 2 décembre 1919 (Décret)        |
| Champigny                | Champigny-sur-Aube           | 5 août 1919 (Décret)            |
| Coursan                  | Coursan-en-Othe              | 5 août 1919 (Décret)            |
| Saint-Julien             | Saint-Julien-les-Villas      | 5 août 1919 (Décret)            |
| Soulaines                | Soulaines-Dhuys              | 5 août 1919 (Décret)            |
| Beauvoir                 | Beauvoir-sur-Sarce           | 10 avril 1919 (Décret)          |
| Auzon                    | Auzon-les-Marais             | 4 février 1919 (Décret)         |
| Avant                    | Avant-lès-Marcilly           | 4 février 1919 (Décret)         |
| Avant                    | Avant-lès-Ramerupt           | 4 février 1919 (Décret)         |
| Blaincourt               | Blaincourt-sur-Aube          | 4 février 1919 (Décret)         |
| Les Bordes               | Les Bordes-Aumont            | 4 février 1919 (Décret)         |
| Briel                    | Briel-sur-Barse              | 4 février 1919 (Décret)         |
| Buxières                 | Buxières-sur-Arce            | 4 février 1919 (Décret)         |
| Chalette                 | Chalette-sur-Voire           | 4 février 1919 (Décret)         |
| Champignol               | Champignol-lez-Mondeville    | 4 février 1919 (Décret)         |
| Charmont                 | Charmont-sous-Barbuise       | 4 février 1919 (Décret)         |
| Courcelles               | Courcelles-sur-Voire         | 4 février 1919 (Décret)         |
| Creney                   | Creney-près-Troyes           | 4 février 1919 (Décret)         |
| Éguilly                  | Éguilly-sous-Bois            | 4 février 1919 (Décret)         |
| Étrelles                 | Étrelles-sur-Aube            | 4 février 1919 (Décret)         |
| Fay                      | Fay-lès-Marcilly             | 4 février 1919 (Décret)         |
| Fays                     | Fays-la-Chapelle             | 4 février 1919 (Décret)         |
| Fresnoy                  | Fresnoy-le-Château           | 4 février 1919 (Décret)         |
| Lignol                   | Lignol-le-Château            | 4 février 1919 (Décret)         |
| Longchamp                | Longchamp-sur-Aujon          | 4 février 1919 (Décret)         |
| Longpré                  | Longpré-le-Sec               | 4 février 1919 (Décret)         |
| Longueville              | Longueville-sur-Aube         | 4 février 1919 (Décret)         |
| Lusigny                  | Lusigny-sur-Barse            | 4 février 1919 (Décret)         |
| Maisons                  | Maisons-lès-Chaource         | 4 février 1919 (Décret)         |
| Maisons                  | Maisons-lès-Soulaines        | 4 février 1919 (Décret)         |
| Maizières                | Maizières-lès-Brienne        | 4 février 1919 (Décret)         |
| Marigny                  | Marigny-le-Châtel            | 4 février 1919 (Décret)         |
| Merrey                   | Merrey-sur-Arce              | 4 février 1919 (Décret)         |
| Molins                   | Molins-sur-Aube              | 4 février 1919 (Décret)         |
| Montceaux                | Montceaux-lès-Vaudes         | 4 février 1919 (Décret)         |
| Montigny                 | Montigny-les-Monts           | 4 février 1919 (Décret)         |
| Montmartin               | Montmartin-le-Haut           | 4 février 1919 (Décret)         |
| Montmorency              | Montmorency-Beaufort         | 4 février 1919 (Décret)         |
| Montreuil                | Montreuil-sur-Barse          | 4 février 1919 (Décret)         |
| Les Noës                 | Les Noës-près-Troyes         | 4 février 1919 (Décret)         |
| Orvilliers               | Orvilliers-Saint-Julien      | 4 février 1919 (Décret)         |
| Pars                     | Pars-lès-Chavanges           | 4 février 1919 (Décret)         |
| Le Pavillon              | Le Pavillon-Sainte-Julie     | 4 février 1919 (Décret)         |
| Perthes                  | Perthes-lès-Brienne          | 4 février 1919 (Décret)         |
| Plaine                   | Plaines-Saint-Lange          | 4 février 1919 (Décret)         |
| Pouy                     | Pouy-sur-Vannes              | 4 février 1919 (Décret)         |
| Rosières                 | Rosières-près-Troyes         | 4 février 1919 (Décret)         |
| Rouvres                  | Rouvres-les-Vignes           | 4 février 1919 (Décret)         |
| Saint-André              | Saint-André-les-Vergers      | 4 février 1919 (Décret)         |
| Saint-Christophe         | Saint-Christophe-Dodinicourt | 4 février 1919 (Décret)         |
| Saint-Hilaire            | Saint-Hilaire-sous-Romilly   | 4 février 1919 (Décret)         |
| Saint-Nicolas            | Saint-Nicolas-la-Chapelle    | 4 février 1919 (Décret)         |
| Saint-Remy               | Saint-Remy-sous-Barbuise     | 4 février 1919 (Décret)         |
| Verpillières             | Verpillières-sur-Ource       | 4 février 1919 (Décret)         |
| Villette                 | Villette-sur-Aube            | 4 février 1919 (Décret)         |
| Viviers                  | Viviers-sur-Artaut           | 4 février 1919 (Décret)         |
| Yèvres                   | Yèvres-le-Petit              | 4 février 1919 (Décret)         |
| Ervy                     | Ervy-le-Châtel               | 26 août 1915 (Décret)           |
| Villemaur                | Villemaur-sur-Vanne          | 25 janvier 1906 (Décret)        |
| Mailly                   | Mailly-le-Camp               | 29 décembre 1905 (Décret)       |
| Mâcon                    | Fontaine-Mâcon               | 3 décembre 1903 (Décret)        |
| Loches                   | Loches-sur-Ource             | 22 décembre 1898 (Décret)       |
| Celles                   | Celles-sur-Ource             | 30 janvier 1897 (Décret)        |
| Brienne-Napoléon         | Brienne-le-Château           | 8 novembre 1880 (Décret)        |
| La Louptière             | La Louptière-Thénard         | 20 novembre 1864 (Décret)       |
| Fontaine-Saint-Georges   | Fontaine-les-Grès            | 8 janvier 1859 (Décret)         |
| Pont-le-Roi              | Pont-sur-Seine               | 29 janvier 1853 (Décret)        |
| Brienne                  | Brienne-Napoléon             | 4 octobre 1849 (Décret)         |
| Vendeuvre                | Vendeuvre-sur-Barse          | 21 juillet 1848 (Arrêté)        |
| Saint-Pierre-de-Bossenay | Rigny-la-Nonneuse            | 7 septembre 1845 (Ordonnance)   |
| Saint-Martin-la-Fosse    | Saint-Martin-de-Bossenay     | 9 juillet 1845 (Loi)            |
| Prunay-le-Sec            | Prunay-Belleville            | 24 juin 1840 (Ordonnance)       |
| Chassenay                | Chacenay                     | 1792                            |
| Perthe-en-Rothières      | La Perthe                    | 1792                            |

### Avant la Révolution
- Targe > Trouan-le-Grand

#### Changements définitifs de noms à l'époque révolutionnaire
- Balnot-le-Châtel > Balnot-sur-Laignes
- Champ-au-Roy (Le) > Champ-sur-Barse
- Jully-le-Châtel > Jully-sur-Sarce

## Modifications de limites communales
Le plus souvent, les modifications des limites communales décidées par arrêtés préfectoraux ne sont pas répertoriées dans le Journal officiel ni dans le Bulletin officiel.
| La commune de ...                            | ... cède du territoire à la commune de ...   | précisions                                                                                  | Date (et nature) de la décision |
| -------------------------------------------- | -------------------------------------------- | ------------------------------------------------------------------------------------------- | ------------------------------- |
| Jully-sur-Sarce                              | Fouchères                                    | 8 habitants                                                                                 | 1er août 1996 (Arrêté)          |
| Saint-Phal                                   | Fays-la-Chapelle                             | Superficie de 48 a 73 ca                                                                    | 21 février 1995 (Décret)        |
| Fays-la-Chapelle                             | Saint-Phal                                   | Superficie de 38 a 4 ca                                                                     | 21 février 1995 (Décret)        |
| Saint-André-les-Vergers                      | La Rivière-de-Corps                          | 7 habitants Superficie de 18 ha 59 a 88 ca                                                  | 24 février 1987 (Décret)        |
| La Rivière-de-Corps                          | Saint-André-les-Vergers                      | Superficie de 9 ha 14 a 56 ca                                                               | 24 février 1987 (Décret)        |
| Saint-Julien-les-Villas                      | Troyes                                       | Superficie de 1 ha 20 a 16 ca                                                               | 24 juin 1986 (Décret)           |
| Troyes                                       | Saint-Julien-les-Villas                      | 2 habitants                                                                                 | 26 décembre 1985 (Décret)       |
| Sainte-Savine                                | La Chapelle-Saint-Luc                        | Superficie de 3 ha 58 a 6 ca                                                                | 12 juin 1980 (Décret)           |
| Saint-Phal                                   | Crésantignes                                 | Superficie de 61 a 18 ca                                                                    | 7 août 1979 (Décret)            |
| Crésantignes                                 | Saint-Phal                                   | Superficie de 94 a 35 ca                                                                    | 7 août 1979 (Décret)            |
| La Chapelle-Saint-Luc                        | Les Noës-près-Troyes                         | Superficie de 3 ha 9 a 77 ca                                                                | 22 septembre 1976 (Décret)      |
| Chappes                                      | Saint-Parres-lès-Vaudes                      | 4 habitants                                                                                 | 16 juin 1970 (Décret),          |
| Saint-André-les-Vergers Rosières-près-Troyes | Rosières-près-Troyes Saint-André-les-Vergers |                                                                                             | 3 mars 1967 (Arrêté)            |
| Rosières-près-Troyes                         | Troyes                                       | 141 habitants                                                                               | 6 novembre 1964 (Arrêté)        |
| Trannes                                      | Bossancourt                                  | Lieux-dits de Bas de Bossancourt, les Catelles de Bossancourt et de l'Enterrement du Diable | 15 juin 1867 (Loi)              |
| Saint-Mesmin                                 | Fontaine-les-Grès                            | Hameau du Petit Saint-Mesmin                                                                | 16 mai 1866 (Loi)               |
| Nogent-sur-Seine Saint-Aubin                 | Saint-Aubin Nogent-sur-Seine                 |                                                                                             | 30 mai 1847 (Ordonnance)        |
| Saint-Pierre-de-Bossenay                     | Saint-Martin-la-Fosse                        | Hameau de Bossenay                                                                          | 9 juillet 1845 (Loi)            |

## Communes associées
Liste des communes ayant, ou ayant eu (en italique), à la suite d'une fusion, le statut de commune associée.
| Nom de la commune  | Code INSEE | Fusion-association                     | Fusion-association | Fusion-association     | Fusion-association                       | D - Défusion ou F - transformation de l'association en fusion simple | D - Défusion ou F - transformation de l'association en fusion simple | D - Défusion ou F - transformation de l'association en fusion simple | D - Défusion ou F - transformation de l'association en fusion simple |
| Nom de la commune  | Code INSEE | date de la décision                    | date d'effet       | commune absorbante     | nom de la commune résultant de la fusion | D/F                                                                  | date de la décision                                                  | date d'effet                                                         | commentaire                                                          |
| ------------------ | ---------- | -------------------------------------- | ------------------ | ---------------------- | ---------------------------------------- | -------------------------------------------------------------------- | -------------------------------------------------------------------- | -------------------------------------------------------------------- | -------------------------------------------------------------------- |
| Bercenay-le-Hayer  | 10038      | Arrêté préfectoral du 8 décembre 1972  | 1er janvier 1973   | Bourdenay              | Val-d'Orvin                              | D                                                                    | Arrêté préfectoral du 19 novembre 1999                               | 1er janvier 2000                                                     | Val-d'Orvin reprend le nom de Bourdenay                              |
| Trancault          | 10383      | Arrêté préfectoral du 8 décembre 1972  | 1er janvier 1973   | Bourdenay              | Val-d'Orvin                              | D                                                                    | Arrêté préfectoral du 19 novembre 1999                               | 1er janvier 2000                                                     | Val-d'Orvin reprend le nom de Bourdenay                              |
| Beauvoir-sur-Sarce | 10036      | Arrêté préfectoral du 9 avril 1973     | 1er mai 1973       | Bragelogne             | Bragelogne-Beauvoir                      |                                                                      |                                                                      |                                                                      |                                                                      |
| Fontaine-Luyères   | 10152      | Arrêté préfectoral du 27 décembre 1972 | 1er janvier 1973   | Charmont-sous-Barbuise | Charmont-sous-Barbuise                   | F                                                                    | Arrêté préfectoral du 26 septembre 1977                              | 1er octobre 1977                                                     |                                                                      |
| Quincey            | 10311      | Arrêté préfectoral du 21 novembre 1972 | 1er janvier 1973   | Ferreux                | Ferreux-Quincey                          |                                                                      |                                                                      |                                                                      |                                                                      |
| Bessy              | 10043      | Arrêté préfectoral du 6 décembre 1972  | 1er janvier 1973   | Rhèges                 | Rhèges-Bessy                             | D                                                                    | Arrêté préfectoral du 28 septembre 1989                              | 1er janvier 1990                                                     | Rhèges-Bessy reprend le nom de Rhèges                                |